# أندريه ميكيل
أندريه ميكيل (بالفرنسية: André Miquel)‏ (ولد في 26 أيلول/سبتمبر 1929 في ميز بإقليم هيرولت - 27 كانون الأول/ ديسمبر 2022) مؤرخ ومستعرب فرنسي متخصص في اللغة والأدب العربي.

## العمل والمناصب
شغل منصب مدير معهد لغات الهند والشرق وشمال إفريقيا وحضاراتها في جامعة باريس الثالثة.
انتُخب أستاذًا لكرسي الأدب العربي في الكوليج دي فرانس عام 1975.
اختير ميكيل عام 1984 مديرًا للمكتبة الوطنية في باريس، وكانت المرة الأولى التي يُختار فيها أحد المتخصصين في الدراسات العربية والإسلامية لهذا المنصب الرفيع.